# Zdzisław Myrda
Zdzisław Myrda (Siedliska, 29 gennaio 1951 – Siedliska, 6 luglio 2020) è stato un cestista e allenatore di pallacanestro polacco.

## Carriera
Con la Polonia ha disputato i Giochi olimpici di Mosca 1980 e tre edizioni dei Campionati europei (1973, 1975, 1979).

## Palmarès

### Squadra
- Campionato polacco: 1

Resovia Rzeszów: 1974-75
- Coppa di Polonia: 1

Resovia Rzeszów: 1974

### Individuale
- Polska Liga Koszykówki MVP: 1

Resovia Rzeszów: 1974-75